# Київська ТЕЦ-6
Київська теплоелектроцентраль № 6 (Київська ТЕЦ-6) — найпотужніша станом на 2012 рік теплоелектроцентраль України, підприємство енергетики у Києві, підпорядковане комунальному підприємству «Київтеплоенерго». Розташована в урочищі Колпито на північно-східній околиці Києва у нинішньому Деснянському районі. Станція забезпечує централізоване теплопостачання промислових підприємств, житлових і адміністративних будинків Дарницького, Дніпровського, Подільського, Деснянського та Оболонського районів столиці Встановлена електрична потужність: 500 МВт. Встановлена теплова потужність: 1740 Гкал/год. Введення в експлуатацію: 1981 рік. У період опалювального сезону київські ТЕЦ-5 і ТЕЦ-6 забезпечують 48% теплопостачання і 60% електроспоживання столиці. Більшість обладнання на них працює близько 40 років і потребує оновлення. «Ремонт основного та допоміжного обладнання київських ТЕЦ — передумова їх надійної і стабільної роботи в осінньо-зимовий період. Нині вже майже завершили ремонт четвертого енергоблоку на ТЕЦ-5: провели капремонт турбогенератора, усунули виявлені дефекти обладнання, а також виконали ремонт головної парової засувки турбіни. Крім того, зараз продовжуємо реалізацію проєктів з модернізації: встановлення конденсаційного економайзера на ТЕЦ-5 та когенераційних установок на ТЕЦ-6. Впровадження цих заходів дозволить підвищити гнучкість енергосистеми Києва, а також покращити якість надання послуг киянам» — зазначив Олександр Шевченко, директор СП «Київські ТЕЦ» КП «Київтеплоенерго». У ході підготовки до опалювального сезону 2021/2022 Київтеплоенерго провів поточний ремонт обладнання 183 районних і квартальних котелень у столиці КП "Київтеплоенерго" планував провести ремонтні роботи на ТЕЦ-6, найбільш потужній в Україні теплоелектроцентралі. У планах - до кінця грудня 2024 року відновити виробничі приміщення, знесолюючі установки станції, а також відновити ресурс працездатності систем керування обладнанням. Всі роботи, згідно з планами, мають коштувати бюджету міста 24,2 млн грн. КП Київтеплоенерго шукає підрядників для проведення ремонтних робіт на ТЕЦ-6, де планують відновити виробничі приміщення, знесолюючі установки станції, а також подовжити ресурс працездатності систем керування обладнанням. 

## Станція
Теплоелектроцентраль одночасно видає електричну енергію в енергосистему міста по лініях 110 та 330 кВ. Перший її водогрійний котел було введено в експлуатацію в червні 1981 року, а в лютому 1982-го поставлено під промислове навантаження теплофікаційний енергоблок потужністю 250 МВт.
Електрична потужність ТЕЦ-6 становить 500 МВт, теплова — 1740 Гкал/год.
На ТЕЦ-6 у 1998 році було відновлено будівництво енергоблока № 3. У 2001 році було розпочато будівництво водогрійного котла № 6 фірми «Alstom», та у 2004 році його було запущено у дію з номінальною тепловою потужністю 180 Гкал/год. Призначення — покриття зростаючих теплових навантажень Києва. Відрізняється від своїх «попередників» вдосконаленими пальниками, які дозволяють значно знизити викиди шкідливих речовин в атмосферу. Новий котел є більш економічним, оскільки має ефективність понад 94 %. Будівництво котла виконувалося за проектом реабілітації та розширення центрального теплопостачання столиці, який фінансується коштом кредиту Світового банку.
Після введення їх у дію установлена електрична та теплова потужності ТЕЦ-6 зросла до 750 МВт і до 2070 Гкал/год відповідно. Це дало змогу усунути, в першу чергу, наявний дефіцит теплової потужності.
На ТЕЦ-6 працюють понад 600 висококваліфікованих спеціалістів.

### Російсько-українська війна
25 лютого 2022 року, на наступний день після початку повномасштабного вторгнення Росії до України місцеві мешканці повідомляли про п'ять гучних вибухів поблизу зі станцією, однак жодних ушкоджень від цих вибухів станція не зазнала.
18 жовтня 2022 року, під час чергової хвилі ракетних ударів по об'єктах критичної інфраструктури України, кілька російських ракет уразили відкритий майданчик з розподільчими пристроями поруч з ТЕЦ. Одну ракету вдалось збити, імовірно, Х-101 із зенітної установки «Гепард».
За фактом обстрілу Служба Безпеки України розпочала провадження за ст. 438 Кримінального кодексу України — порушення законів та звичаїв війни.